# Miecislau IV de Polònia
Miecislau IV el Camatort (en polonès: Mieszko IV Plątonogi) (v.1138 - Cracòvia, 16 de maig de 1211) va ser duc de Cracòvia de 1210 a 1211. Segon fill de Ladislau II l'Exiliat i d'Agnès de Babenberg, germà segon de Boleslau I el Valent, és de la dinastia Piast.
A partir de 1146, fet fora de Polònia amb la seva família, viu amb la seva mare Agnès de Babenberg a Altenburg. El 1163, sota l'amenaça d'una nova campanya del Sacre Imperi, Boleslau IV l'Arrissat oferta Silèsia a Miecislau IV i al seu germà Boleslau I el Valent, obligant-los a renunciar a tots els seus drets hereditaris i guardant el control de les ciutats importants. L'any següent, els fills de Ladislau II l'Exiliat consoliden el poder i expulsen les tropes de Boleslau IV. La cohabitació entre els dos ducs de Silèsia es fa cada vegada més difícil. El 1172, Miecislau I el Camatort expulsa el seu germà Boleslau I.
Boleslau rep l'ajuda de l'emperador gràcies a qui recupera una part de Silèsia, però és obligat deixar la regió de Racibórz a Miecislau IV i la regió d'Opole al seu fill gran Iaroslau d'Opole. A canvi de Silèsia, és probable que Boleslau I pagués un tribut a l'emperador. El 1178, per fer parar els conflictes internes, Casimir II el Just distribueix les seves terres. Boleslas I rep Silèsia, Miecislau IV rep la regió de Racibórz així com dues places fortes que pertanyien anteriorment al ducat de Cracòvia: Bytom (junt amb Siewierz) i Oświęcim.
Amb la mort de Casimir II el Just el 1194, intenta sense èxit accedir al tron de Cracòvia. Després la mort de Boleslau I el 1201 i la mort de Miecislau III el Vell el 1202, reivindica una altra vegada el tron de Cracòvia en virtut del testament de Boleslau III el Bocatorta segons el qual el gran dels representants virils de la dinastia Piast ha de ser el princeps (o senior). Després de la mort del seu nebot Iaroslau el 1202, passa a ser igualment duc d'Opole.
El papa Innocenci III dona la raó a Miecislau IV a la seva butlla del 9 de juny de 1210. Fort pel suport papal i del de Ladislau III a les Cames Primes que espera succeir-li després de la seva mort, aprofitant l'absència de Leszek I el Blanc, Miecislau IV s'apodera de Cracòvia i s'instal·la sobre el seu tron fins a la seva defunció el 16 de maig de 1211. Està probablement enterrat a la catedral de Wawel.